# 謝三賓
謝三賓（1593年—1672年），字象三，号寒翁，浙江鄞县（今宁波）人，明末清初政治人物。

## 生平
天启元年（1621年）辛酉科举人，五年（1625年）中乙丑科进士，为钱谦益门生，同年任嘉定县知县。崇祯四年，擢授陝西道監察御史。崇禎五年（1632年）六月，巡按山東、兼軍前監紀。至昌邑时，缇骑逮前督师刘宇烈者，既至，三宾恐宇烈就逮，诸军无主，乃身至行营，集将士宣布朝廷德意，取逃兵在狱者，斩之以狥，於军中人心悚然，於是按阅营垒，查核粮草，戒谕守河官兵，但有不奉公差，擅渡潍河者斩之，贼谍遂绝。山东廵抚朱大典至昌邑行营，时主客兵共三万而暮气萎薾，鞭策不前，大典以为必申严纪律，乃可驱而用之，於是与廵按谢三宾合疏请斩逃帅王洪、刘国柱以明军法，得旨俱革职提问。时各营俱抵登州，而行粮不継，督粮佥事有惧而投缳者，更委青州道杨进督之，车重行迟，诸兵乏食。三宾以催粮亲至黄县，涖催於路，令朱桥、黄山守兵络绎递接，又破黄时所获驴颇多，以无食弃道上，三宾用贱值买之，分畀各营驱之驼粮，不三日，行营兵食遂充。後以解莱复黄功，候补京堂，明年，登州平，六年十二月叙功进官至太仆寺少卿，丁忧归。
南明隆武時期，授大學士。南明鲁王监国朱以海曾经任命他为大学士。晚年与钱肃乐等为难，为乡评所薄。
清军下江南，谢三宾降清，多陷害江浙抗清义士。

## 繪畫
善画山水，曾经与董其昌、李流芳、程嘉燧等名家研讨画理，故能自创新意，不常作画，流传下来的画作极少。

## 家族
曾祖謝瑜，祖父謝九皋。父謝一爵（1572年-1635年），字君錫，封陕西道監察御史。母周氏（1574年-1635年），封孺人。兄三階；弟三台、三卿。
三賓子謝于宣，崇禎十六年進士，甲申年闖軍入京師，被栲掠而死，時年三十一。